# Claude Le Peletier
Pour les articles homonymes, voir Le Peletier.
Claude Le Peletier, seigneur d'Ablon, est un homme d'État français né à Paris le 28 juin 1631 et mort à Villeneuve-le-Roi le 10 août 1711. Il fut prévôt des marchands de Paris de 1668 à 1676 et contrôleur général des finances de Louis XIV de 1683 à 1689.

## Biographie
Il est le fils de Louis Le Peletier, trésorier de France tout juste anobli par l'acquisition d'une charge de Secrétaire du Roi, Maison et Couronne de France, et de Marie Leschassier, petite-fille de l’humaniste Pierre Pithou ; et le frère de Michel Le Peletier de Souzy (1640-1725 ; père de Michel-Robert Le Peletier des Forts de St-Fargeau (1675-1740), lui-même arrière-grand-père du conventionnel régicide Louis-Michel Lepeletier de St-Fargeau).
D’abord conseiller au Châtelet de Paris, il est admis, le 29 janvier 1652, comme conseiller au Parlement de Paris, où il devient, en 1662, président de la quatrième chambre des enquêtes. Tout au long de sa carrière, il est l'ami et le protégé de Michel Le Tellier dont il est cousin et l'intermédiaire entre ce ministre et sa nombreuse clientèle.

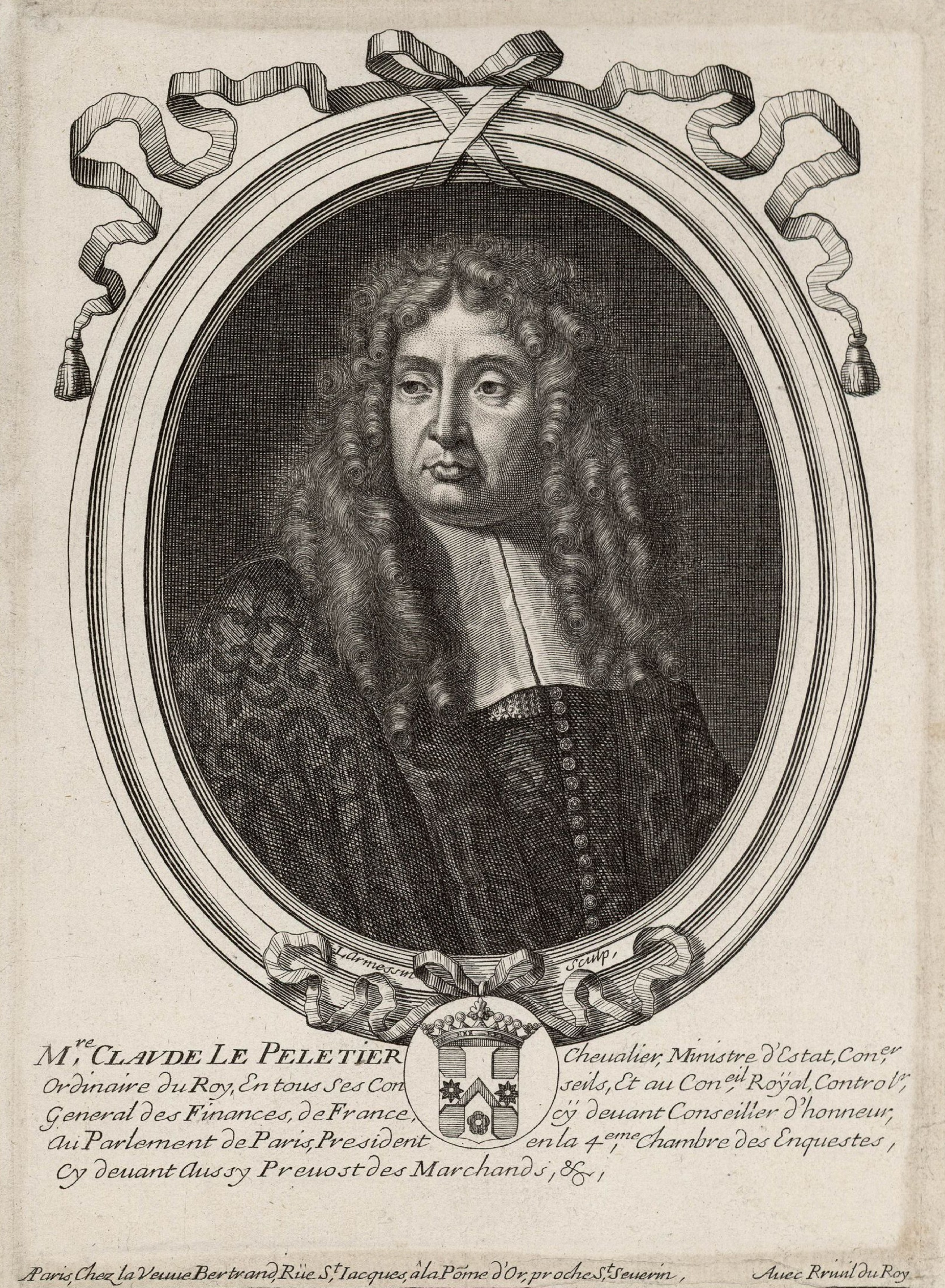
Claude Le Peletier - Estampe de Nicolas de Larmessin, 1683-1689

À la mort de Gaston de France (1608-1660), duc d’Orléans, il est désigné comme tuteur des filles de ce prince. En 1667, il est choisi pour doyen d’honneur de la Faculté de droit. De 1668 à 1676, il est prévôt des marchands de Paris.
Conseiller d'État en 1673, il est nommé contrôleur général des finances le 6 septembre 1683, le jour de la mort de Jean-Baptiste Colbert. Il reste à ce poste jusqu'au 20 septembre 1689, et est en outre créé ministre d'État. Démissionnaire du contrôle général, il est remplacé par Louis Phélypeaux de Pontchartrain, déjà intendant des finances, mais continue de siéger au Conseil.
En 1686, il achète une charge de président à mortier au Parlement de Paris, qu’il cède, trois ans après, à son fils Louis. Il est chargé de la surintendance des postes en 1691, en remplacement de Louvois.
Il démissionne de tous ses emplois en septembre 1697, et meurt en 1711, à quatre-vingts ans.
Il entreprit de superbes embellissements au château de Villeneuve-le-Roi, dont les jardins furent dessinés par André Le Nostre et qui copiaient littéralement ceux de Versailles. 

## Union et postérité
Claude Le Peletier épouse en 26 octobre 1656 Marguerite Fleuriau (1638-1671), fille unique de Charles Fleuriau et de sa première épouse Marie-Marguerite Lambert. Elle est la jeune veuve de Jean de Fourcy (mort en 1655), et elle lui donne dix enfants
- François Marie Le Peletier (1660-1745) épouse en 1677 Jean-Pierre d'Argouges (1647-1731)
- Michel Le Peletier, évêque d'Angers puis d'Orléans ;
- Louis II Le Peletier de Rosanbo, souche des Le Peletier de Rosanbo, de Montmélian de Mortefontaine, et de Beaupré ;
- Claude Le Peltier (1668-1685) ,
- Charles-Maurice Le Peletier (1667-1731) prêtre, abbé de l'Abbaye Saint-Aubin d'Angers, supérieur de Saint-Sulpice ;
- Marie-Madeleine Le Peletier (1670-1702) épouse Étienne IV d'Aligre (1660-1725) conseiller au Parlement de Paris ;
- quatre autres filles religieuses.

## Iconographie

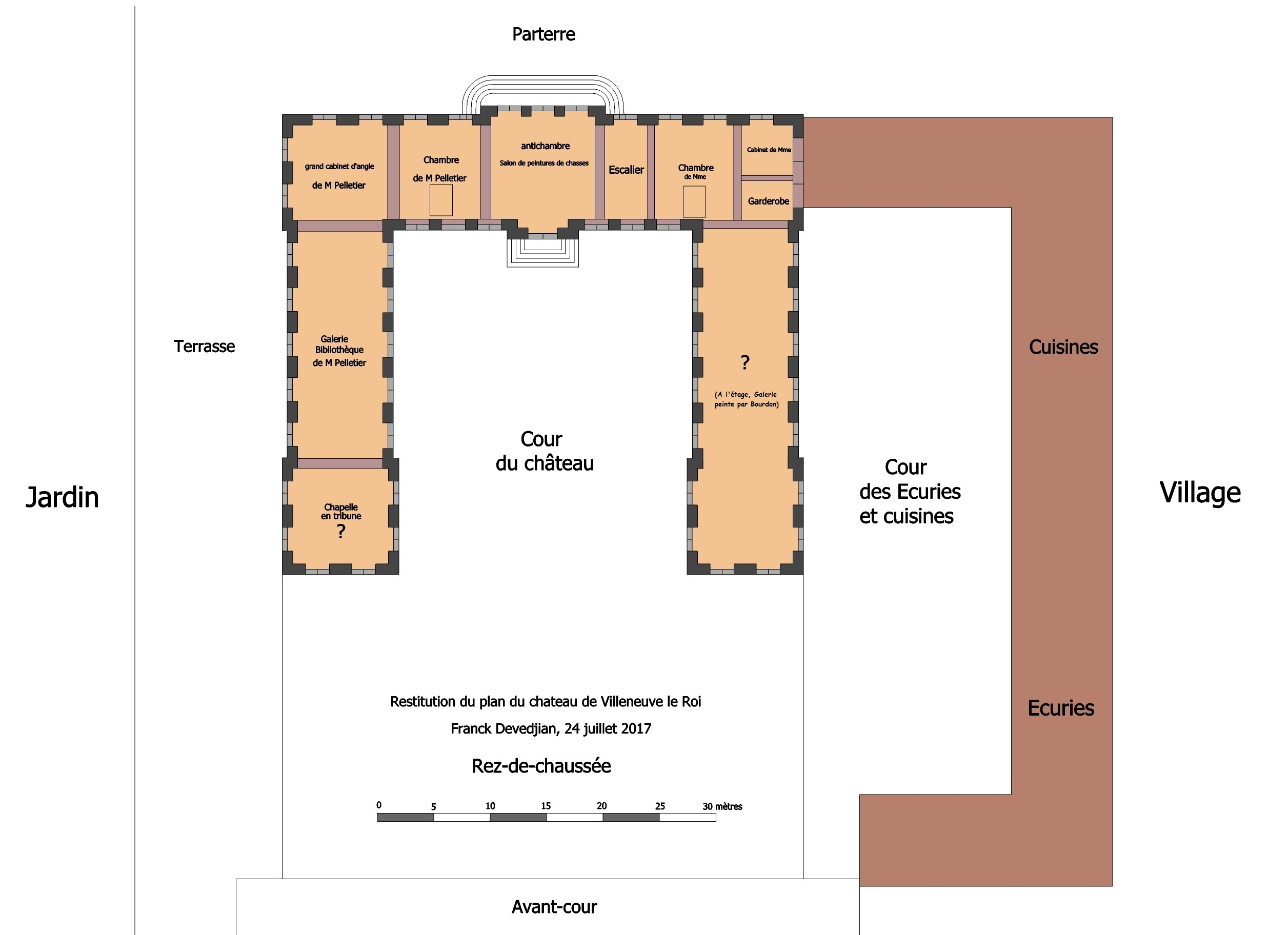
Restitution du plan du rez-de-chaussée du château de Villeneuve le Roi.

Son portrait par Pierre Mignard est conservé au Musée Carnavalet (P. 655). Plusieurs gravures à son effigie ont également été réalisées par des graveurs contemporains, tels que Nicolas de Larmessin et Nicolas Bonnart.

## Sources
- Thierry Sarmant et Mathieu Stoll, Régner et gouverner : Louis XIV et ses ministres, Paris : Perrin, 2010  (ISBN 978-2-262-02560-1), p. 214-220.
- Mathieu Stoll, "Claude Le Peletier (1631-1711), contrôleur général des finances de Louis XIV", Positions des thèses de l'École des chartes, 1999, p. 349-357.